# Indata
Indata (stimuli) (även invärde, instorhet, engelska: input) är data (otolkad information, variabler) som matas in i ett system, ofta för någon typ av databehandling som producerar utdata.